# Råcksta gård

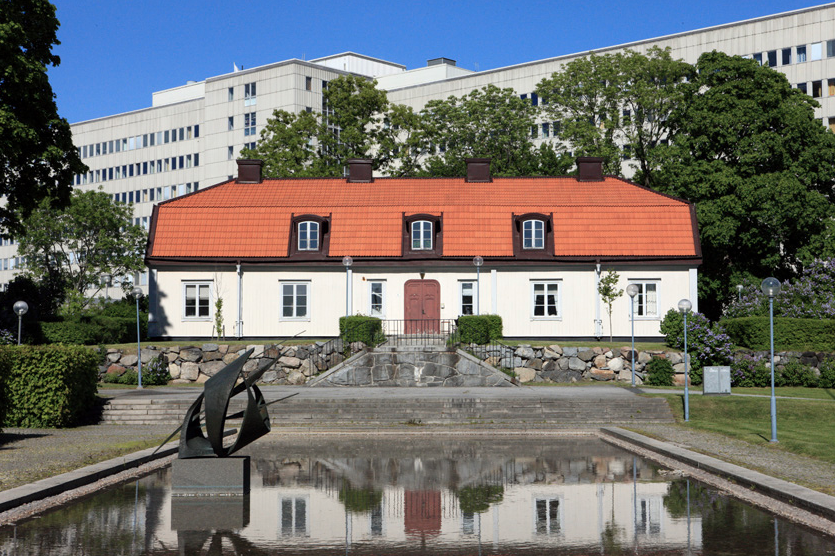
Vy över Råcksta gård med spegeldammen

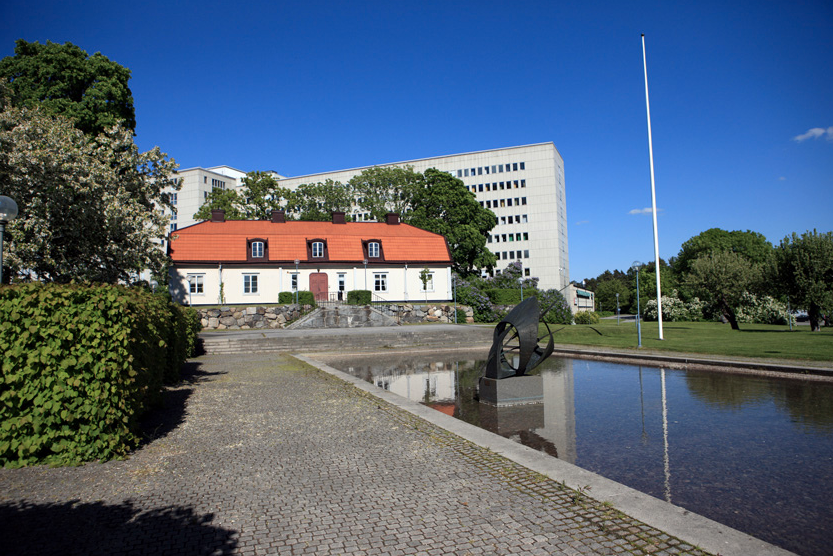
Råcksta gård

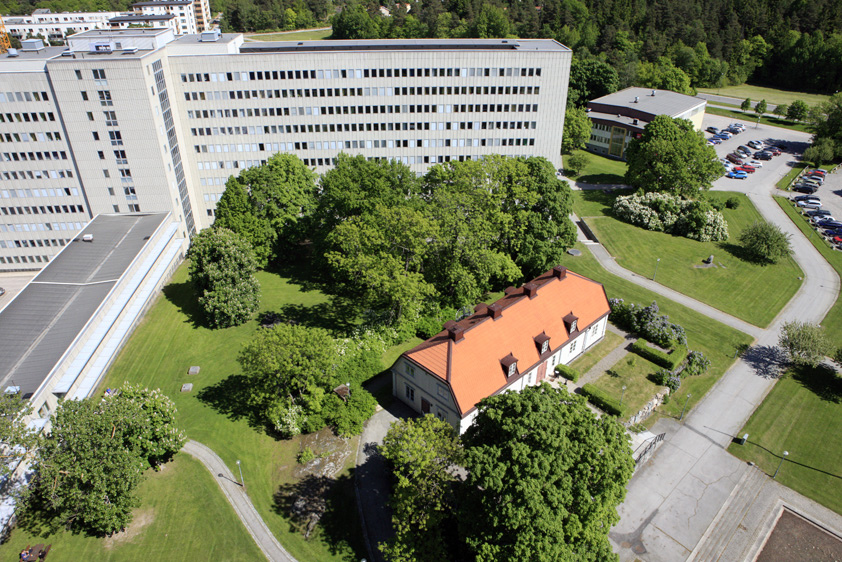
Råcksta Gård i september 2011 omgivet av Vattenfalls dåvarande kontorshus

Råcksta gård ligger intill de byggnader som tidigare inrymde Vattenfalls huvudkontor i Råcksta, en stadsdel i Västerort inom Spånga socken i Stockholms kommun.

## Historik
Råcksta har funnits som en gårdsplats sedan medeltiden. Under Gustav Vasas tid ägdes Råcksta av Helgeandshuset på Gråmunkeholmen (Riddarholmen). Här tog man emot åldringar, fattiga och sjuka. Gustav Vasa var inte nöjd med placeringen och 1551 flyttades verksamheten till Danviks hospital.
Stockholms justitieborgmästare Johan Lilliecrantz (Westerman) bytte på 1600-talet till sig Råcksta egendom från Danviks hospital för att komma närmare Stockholm. Under hans tid blev Råcksta ett säteri.
Den nuvarande manbyggnaden uppfördes på 1720-talet av nästa ägare, myntmästaren Anders Strömner. Han övertog gården efter ett antal rättsliga strider med Johan Lilliecrantz son Lars Lilliecrantz, som lånat pengar av myntmästaren med Råcksta som säkerhet. Under 1700-talet hade gården flera ägare, bland andra falkoneraren Lucas Booger, Edvard Carleson, chef för Kommerskollegium, ämbetsmannen Fredrik Ulrik Reenstierna, friherren Fredrik Ulrik Funck och silversmeden Pehr Zethelius.
På 1800-talet var den välkände grosshandlaren Knut Ljunglöf, även kallad "snuskungen" ägare till Råcksta gård. "Ljunglöfs Tobaks Fabriks Tillverkningar" var världens största snusfabrik och den näst största tobaksfabriken i Europa. Under hans tid var Råcksta ett välskött jordbruk och utsågs till att fungera som en av Lantbrukssällskapets elevgårdar i början på 1900-talet. Knut Ljunglöf uppförde även närliggande Kvarnvikens kvarn och Kvarnvikens såg. 1927 köpte Stockholms stad Råcksta. I samband med detta påbörjades nedräkningen av Råcksta som jordbruksegendom.
Mellan åren 1957 och 1963 byggde Statens vattenfallsverk, nuvarande Vattenfall, gård och mark runt Råcksta gård för att bygga sitt huvudkontor. Arkitekten Sven Danielsson fick i uppdrag att rita kontorsområdet och råddes då att riva hela gården. Han valde dock att i samarbete med Stockholms Stadsmuseum bevara manbyggnaden. Under byggtiden fungerade gården som arkitektkontor. Ett stadsbyggnadsprojekt kallat Vällingby parkstad har initierats för att omvandla kvarteret Vattenfallet 2 till ett område för bostäder, verksamhet och handel. Råcksta gård är bevarad men rustades upp under 2015 och 2016 och konverterades till sex bostadsrättslägenheter.